# 미네기시 게이스케
미네기시 게이스케(일본어: 嶺岸 佳介, 1991년 9월 12일 ~ )는 일본의 전 축구 선수이다.

## 구단 경력
그는 2014년부터 2018년까지 J리그의 츠바이겐 가나자와, 아술 클라로 누마즈에서 활동하였다.